# Гінтов Павло Вадимович
Павло́ Вади́амович Гінтов (14 січня 1984 , Київ ) — український піаніст.

## Біографія
Павло Гінтов народився 14 січня 1984 року в Києві. У віці 6 років він почав свою музичну освіту в Київській середній спеціалізованій музичній школі-інтернаті. У 12 років у Київській філармонії відбувся творчий дебют піаніста — разом з Київським камерним оркестром під проводом Романа Кофмана він виконав Концерт для фортепіано з оркестром № 20 Моцарта. Пізніше Павло продовжив навчання в Московській державній консерваторії, де він був студентом Льва Наумова та Даниїла Копилова.
У 2008 році він здобув ступінь магістра музичного мистецтва від Мангеттенської школи музики, вчившись у професора Ніни Свєтланової. У 2015 закінчив докторантуру в Мангеттенській школі музики. Має ступінь доктора філософії з музики.
Павло Гінтов став прототипом Павла Гонтаря — одного з героїв роману Доржа Бату «Моцарт 2.0».

## Громадська позиція
Павло Гінтов постійно бере участь в акціях протесту, які після російської анексії Криму та початку війни на сході України супроводжують виступи на Заході російських діячів культури, підтримавших дії Президента РФ Володимира Путіна в Україні, наприклад Валерія Гергієва, Володимира Співакова, Ганни Нетребко.

## Нагороди
- Грант Президента України (1998—2001)
- Грант міжнародної добродійної програми «Нові Імена» (Москва, 1998)
- Диплом фестивалю молодих піаністів пам'яті Генріха Нейгауза (Москва, 1998)
- Грант фонду Скрябіна (Москва, 1999)
- Третій приз та приз за найкраще виконання твору Чайковського на п'ятому міжнародному конкурсі молодих піаністів Володимира Крайнєва (Харків, 2000)
- Диплом найкращому акомпаніатору на другому міжнародному скрипковому конкурсі імені Паганіні (Москва, 2004)
- Перший приз та чотири особливих приза на першому міжнародному конкурсі «Takamatsu International Piano Competition» (Японія, 2006)
- Повна стипендіальна програма та грант Манхеттенської школи музики (Нью-Йорк, 2006)
- Грант Наукового товариства імені Шевченка (Нью-Йорк, 2008)
- Перший приз на міжнародному фортепіанному конкурсі «Bradshaw and Buono International Piano Competition» (Нью-Йорк, 2010)